# Ranč klub „Harmonija”
Ranč klub „Harmonija” je klub ljubitelja prirode, nalazi se nadomak Valjeva, u selu Belić, u kanjonu reke Gradac, u delu netaknute prirode sa terenima idealnim za ljubitelje jahanja, na desetak minuta vožnje od centra grada.

## KK „Lastin put”
Unutar kluba posluje konjički klub „Lastin put”, u kojem je organizovan uzgoj i pansion za konje u tri zasebne štale, sa odvojenim pašnjakom za uzgoj ždrebadi, škola jahanja, terensko jahanje, „tim bilding” ponuda, razni vidovi edukacija. Za smeštaj gostiju predviđen je hotel sa sobnim i apartmanskim smeštajem, sa tradicionalnom kuhinjom.

### Škola jahanja
Škola jahanja se organizuje za decu od 7 godina i odrasle, sa programom upoznavanja i zbližavanja sa konjima. Časovi se održavaju u ogradjenom padoku uz obavezno prisustvo instruktora i nošenje zaštitne opreme. Školski konji su posebno mirni i utrenirani i naviknuti na rad sa decom. Cilj obuke je da se dete osim jahanja upozna i sa načinom pripreme, sedlanja i timarenja konja. Časovi za odrasle zavise od stepena spremnosti jahača i njihovih želja, s obzirom da se može jahati punokrvni i polukrvni konji.

## Spoljašnje veze
- Zvanična prezentacija Архивирано на веб-сајту  (2. септембар 2018)